# رادوفان فويانوفيتش
رادوفان فويانوفيتش هو لاعب كرة قدم صربي في مركز الهجوم، ولد في 18 فبراير 1982 في أراندجيلوفاتس في صربيا. لعب مع أوستريا فيينا وبادربورن 07 ورابيد فيينا وفيهين فيسبادن ولاسك لينتس ونادي بروسيا مونستر ونادي ماغديبورغ وهانزا روستوك.

## وصلات خارجية
- رادوفان فويانوفيتش على موقع قاعدة بيانات كرة القدم.إي يو (الإنجليزية)
- رادوفان فويانوفيتش على موقع بيانات كرة القدم. دي إي (الألمانية)
- رادوفان فويانوفيتش على موقع Soccerway.com (الإنجليزية)
- رادوفان فويانوفيتش على موقع عالم كرة القدم.نت (الإنجليزية)